# BV Gaasperdam
BV Gaasperdam is een Nederlandse badmintonclub uit Gaasperdam (Amsterdam-Zuidoost) die op 11 februari 1983 werd opgericht. 
Badminton Vereniging Gaasperdam heeft bijna 200 leden. Hiervan spelen bijna 100 leden in competitieverband in een van de 13 jeugd- en seniorenteams. Meer dan de helft van de leden speelt echter puur recreatief badminton op een van de vaste speelavonden van de vereniging. 
De thuisbasis van de Badminton Vereniging Gaasperdam is de Sporthal Gaasperdam aan het Ravenswaaipad 5, op loopafstand van metrostation en winkelcentrum Reigersbos.
BV Gaasperdam is ontstaan uit de omni-sportvereniging Holendrecht.